# Umbonata spinosissima
Umbonata spinosissima är en spindelart som först beskrevs av Albert Tullgren 1910.  Umbonata spinosissima ingår i släktet Umbonata och familjen hjulspindlar.
Artens utbredningsområde är Tanzania. Inga underarter finns listade i Catalogue of Life.